# وسائط الإعلام التشاركية
في إشارة إلى تعريف صحافة المواطن، يمكن وصف وسائط الإعلام التشاركية بأنها وسائل الإعلام التي يمكن للجمهور من خلالها لعب دور في عملية جمع التقارير وإعدادها وتحليلها ونشر المحتوى. وتُعد صحافة المواطن وإعلام المواطن والإعلام الديمقراطي مبادئ ذات صلة.
في الوقت الحاضر، عادة ما يُستخدم مصطلح وسائط الإعلام التشاركية لوسائط الإعلام الجديدة، وغالبًا ما يتساوى مع منصات مثل وسائط الإعلام المجتمعية والمدونات ومواقعويكي وآر إس إس والوسم والمفضلة الاجتماعية وتشارك الموسيقى والصور والفيديو المزج والبودكاست ومشروعات الفيديو التشاركي ومقاطع الفيديو. ويمكن وصف كل هذه الوسائط معًا باسم «الخدمات الإلكترونية، التي تشمل المستخدمين النهائيين كمشاركين نشطين في عملية خلق القيمة». ومع ذلك، «لا تعد استخدامات [...]النشطة لوسائط الإعلام حكرًا على عصرنا». «؛ في تاريخ الاتصالات، يمكننا أن نجد العديد من الاختلافات للممارسات التشاركية. فعلى سبيل المثال، عرفت المرحلة الأولى من المذياع العديد من الأمثلة عن المذيعين غير المهنيين».
ناقش مارشال ماكلوهان القدرة التشاركية لوسائط الإعلام الموجودة بالفعل منذ سبعينيات القرن العشرين (1970) ولكن في عصر وسائط التواصل الاجتماعي والرقمي، أصبحت نظرية الثقافة التشاركية أكثر حدة لأن الحدود بين الجمهور ومنتجي وسائط الإعلام أصبحت غير واضحة.

## الخواص
تتشارك وسائط الإعلام المختلفة بشكل واضح ثلاث خصائص مشتركة ومترابطة وهي:
- تجعل وسائط الكثير للكثير من الممكن الآن لكل شخص متصل بالشبكة بث واستقبال النصوص أو الصور أو الصوت أو الـفيديو أو الـبرمجيات أو الـبيانات أو الـمناظرات أو المعاملات أو عمليات الحوسبة أو الوسم أو الروابط من وإلى كل شخص آخر. وقد تغير عدم التكافؤ بين المذيع والجمهور، الذي كان يمليه هيكل التقنيات ما قبل الرقمية، تغيرًا جذريًا. وهذه خاصية هيكلية تقنية.
- وسائط الإعلام التشاركية هي وسائط تواصل اجتماعي تستمد قيمتها وقوتها من المشاركة الفعالة للكثير من الناس. وهذه تعد خاصية نفسية واجتماعية. وأحد الأمثلة عليها ستامبل أبون.
- تمكن الشبكات الاجتماعية، عند تضخيمها بواسطة شبكات الاتصالات والمعلومات، من تنسيق الأنشطة بشكل أوسع وأسرع وأقل تكلفة. وهذه تعد خاصية اقتصادية وسياسية.

تشمل المواقع الإخبارية التشاركية الكاملة العضوية مواقع NowPublic وOhmyNews وDigitalJournal.com وGroundReport.
ومن خلال وسائط الإعلام التشاركية، تصبح الحدود بين الجمهور والمبدعين غير واضحة وغالبًا غير مرئية. وعلى حد قول ديفيد سيفري، مؤسس موقع ستثمبليوبون، وهو محرك بحث للمدونات، يتم تحويل محاضرة واحدة إلى العديد من "المحاضرات" (أي، من شركات وسائط الإعلام إلى جمهورها) إلى "محادثات" بين "الشعب الذي كان يُعرف سابقًا باسم الجمهور". وهذا الأمر يغير نبرة المناقشات العامة. ويقول ديفيد واينبرغر، وهو مدون وكاتب وباحث في مركز بيركمان في جامعة هارفارد، أن وسائل الإعلام الرئيسية "لا تفهم كيف أنها تكون مدمرة في تحويل المؤسسات إلى محادثات". ويرجع ذلك لأن المؤسسات مغلقة، ويقول "لنفترض أن هناك تسلسلاً هرميًا وهناك صعوبة في الاعتراف بإمكانية الخطأ، أما المحادثات فتكون مفتوحة الطرف مفترضًا المساواة والاعتراف بإمكانية الخطأ بحماس.
اقترح البعض أن الصحافة يمكن أن تكون أكثر من «تشاركية» لأن الشبكة العالمية قد تطورت من «للقراءة فقط» إلى «القراءة والكتابة». وبعبارة أخرى، في الماضي لم يحصل إلا نسبة قليلة من الناس على الوسائل (من حيث الوقت والمال والمهارات) اللازمة لخلق محتوى يمكنه أن يصل إلى جمهور عريض. والآن ضاقت الفجوة، بين الموارد والمهارات اللازمة لاستهلاك محتوى الإنترنت مقابل الوسائل اللازمة لإنتاجه، بشكل كبير لدرجة أن أي شخص تقريبًا لديه جهاز متصل بالإنترنت يمكنه إنشاء وسائط إعلامية. وكما أعلن دان غيلمور، مؤسس مركز إعلام المواطن، في كتابه عام 2004 إننا الإعلام (We the Media) أن الصحافة تتطور من محاضرة إلى محادثة. ويشير أيضًا إلى أن الأشكال التفاعلية الجديدة لوسائط الإعلام لم توضح التمييز بين منتجي الأخبار وجمهورهم. وفي الحقيقة، يرى البعض أن مصطلح «الجمهور» عفا عليه الزمن في العالم الجديد من وسائط الإعلام التشاركية التفاعلية. ويشير الأستاذ بجامعة نيويورك والمدون جاي روزين إليهم بأنهم «الناس الذين كانوا يُعرفون سابقًا باسم الجمهور». وفي «إننا الإعلام»، وهي دراسة حول الصحافة التشاركية، يقترح شاين بومان وكريس ويليس أنه يجب إعادة تسمية الجمهور باسم «المشاركون».
حتى إن البعض اقترح أنه "ينبغي التخلي عن جميع وسائط الإعلام"، مستفيضين في الحديث عن واحدة من الحجج الرئيسية الأربعة التي قدمها جيري ماندر في قضيته ضد التلفزيون: اعتادت الهيمنة المشتركة للتلفزيون قولبة البشر لبيئة تجارية، وتشمل جميع وسائط الإعلام سلطة مركزية. وكتب المدون روبن جود: "بوجود وسائط الإعلام التشاركية بدلاً من وسائط الإعلام، ستكون الحكومات والشركات قادرة بشكل أقل بكثير في السيطرة على المعلومات والحفاظ على شرعيتها. ومن أجل إحداث وسائط إعلام تشاركية حقيقية (ومجتمع)، يجب أيضًا إحداث بدائل تشاركية لتقديم الهياكل الاقتصادية والسياسية... ومن أجل الانسحاب من استخدام وسائط الإعلام لتصبح أكثر شعبية، يجب أن تكون وسائط الإعلام التشاركية أكثر جاذبية: أرخص وأكثر سهولة في استخدامها وأكثر متعة وأكثر ارتباطًا. وفي مثل هذه البيئة، تصبح حملات العمل اللاعنفي ضد وسائط الإعلام وفي دعم وسائط الإعلام التشاركية أكثر ملاءمة.”
وبالرغم من عرض "وسائط الإعلام التشاركية" دون تمحيص من قبل العديد من النقاد، إلا أن البعض الآخر، مثل دانيال بالمر، جادل أن وسائط الإعلام التشاركية يجب أيضًا أن "يتم فهمها فيما يتعلق بتحديد خصائص الرأسمالية المعاصرة - وهي التي تركز على المستخدم وتكون ذات توجه مخصص ومتفرد.”

## الأصل اللغوي
- تم استخدام عبارة وسائط الإعلام التشاركية علنًا لأول مرة من قبل غريغ روجيرو وشاعت بين الناس لاحقًا بواسطة باحثة المدونات ريبيكا بلاد وآخرين، مثل فوروكاوا. وفي أبريل 2006، استخدم الصحفي والباحث في الوسائط الإعلامية، جيم ماكليلان، عبارة وسائط الإعلام التشاركية الشخصية، التي قد تميز بين وسائط الإعلام الاجتماعية (العلمية والمشتركة والخالصة) ووسائط الإعلام الاجتماعية الموضوعية/الشخصية (المحملة بالقيمة، والخاصة بالرأي، والدينية).

## وصلات خارجية
- The SocialTechnographic Ladder: A graphic tool developed by Forrester to indicate the six levels of participation among social media users.
- Participatory Media Literacy: A site developed by media theorist Howard Rheingold on the pedagogical implications and uses of participatory media.
- Intro to Online Participatory Media: Zones of Emergency - Networks, Tactics, Breakdown: A public course taught by Amber Frid-Jimenez and Dan Van Roekel at MIT.
- Networked Cultures and Participatory Media: Media City: A course taught by Amber Frid-Jimenez at MIT.
- Participatory Media/Collective Action, Class taught by Xiao Qiang and Howard Rheingold, School of Information, University of California at Berkeley.
- Webpublishing in Open Participatory Environments: a 6-week workshop given by Barbara Dieu, Patricia Glogowski, Graham Stanley, Nick Noakes and Scott Lockman for the Electronic Village Online 2007 Session.
- Social Media in ELT: a 6-week workshop given by Barbara Dieu, Rudolf Ammann, Illya Arnet_Clark, Patricia Glogowski, Jennifer Verschoor for the Electronic Village Online 2008 Session.
- Translation and Participatory Media: Experiences from Global Voices article by Chris Salzberg.
- Inclusion Through Media: First hand accounts and critical analysis of work across the Inclusion Through Media prgramme edited by Tony Dowmunt, Mark Dunford and Nicole van Hemert.